# 暴走老人
『暴走老人』（ぼうそうろうじん）は、藤原智美（作家）が2007年に著したノンフィクション書籍のタイトル。高齢者特有のコミュニケーション不全と、その原因を考察した内容。その後、「キレる老人」を表現する言葉として社会に定着した。藤原は、「キレやすい」「奇妙な行動に突っ走る」高齢者を「新老人」と呼ぶことを提唱している。

## 概要
もともと「キレる」という言葉は主に若者に対して使われてきた。しかし、「キレる」現象は高齢者にも見られることが指摘されるようになった。藤原智美はこのような老人を「新老人」と定義した。なお、若者の場合と異なり、老人が「キレる」現象は認知症などの疾患が原因となっており、同一視すべきでないとの意見もある。
刑法犯の認知件数は2015年に戦後最小を記録したが、65歳以上の高齢者の犯罪件数は増加傾向にある。同年の高齢者の犯罪検挙件数は4万8,000人で、約20年前の1996年と比較し、3.8倍増となった。特に傷害・暴行犯に関しては、20年前との比較で20倍となった。
また、2019年4月には、旧通産省工業技術院の院長を務めた87歳の男性が、文字通り自動車で「暴走」し2人が死亡、9人が重軽傷を負った池袋多重衝突事故が発生。加齢で身体機能が低下した老人が運転して起こした事故として、社会的に大きな関心を集めた。その他にも、高齢化社会の到来で高齢ドライバーが増え、多くの高齢や認知機能の低下を原因とする交通事故や逆走事故が発生し当事者が何をしたかわからずあっけらかんとしている例もみられる。しかし、連日の事故報道、本人が事故を起こした（あるいは起こしかけた）、認知症と診断されたことをきっかけに家族が強制的に高齢者から運転免許や自家用車を取り上げた事例では、本人の自尊心を大きく損ない、引きこもりや一気に老け込む（認知症の悪化）などの問題も見られた。現在社会では運転免許証を保持していること、長年にわたり車の運転を続けていたことは、独立した社会人たることの承認を周囲から得るための身分証明となっており誇りにもなっていたり、公共交通機関が少ない地域や定年退職後の退職金と年金だけではまかなえず仕事を続ける場合、自動車（運転免許証）なければ生活・仕事ができないという問題がある。そのため、客観的なデータに基づいて運転継続のための「高齢者安全運転診断」の開発が始められた。

## 暴走の種類

### キレる
代表的な行動といえば「キレる」行動で、自分の思うようにいかない場合や、他人に注意されることで、感情的な言動を取る。

### 嫌がらせ
陰湿ないじめ、嫌がらせ（例：あおり運転・カスタマーハラスメントなど）のような行為。
2015年には兵庫県で同じマンションの住人宅の玄関に水鉄砲で自分の尿をかける事件が発生し、67歳の無職男性が器物損壊容疑で逮捕されたほか、同年に大阪府では60代の男性が、「親族から陰口をいわれた」「年金が少なくなってイライラしていた」との理由で、鬱憤晴らしの目的で乗用車を連続してパンクさせる事件を起こし逮捕された。

### 高圧的態度
いわゆる「上から目線でモノをいう」傾向が出て、特に店舗などで「お金をはらってやっている」という意識が強く出るために、店員などに高圧的態度を取る。

### ルール・マナーを守らない
具体例として、混雑したスーパーのレジの行列が待てないで、理由を付け割り込む。自動車の運転においても意図的に信号無視をしたり、歩道を走行する。また、そのことを注意され逆切れする。

## 原因
年齢を重ねるにつれて「怒り」の感情がコントロールしにくくなることが脳科学者らの研究で判明している。怒りの感情は脳の大脳辺縁系で作られるが、この怒りの感情を制御する働きは前頭葉で行われる。前頭葉は、脳の中では加齢とともに最初に機能低下が見られる部分である。 前頭葉の委縮によりと、感情抑制機能の低下や理解力の低下、および性格の先鋭化が生じる。さらに、現代生活ではライフスタイルの変化に伴い、小家族化することで高齢者が日常生活の中で人と接する機会は大きく減少し、人と接しながら「譲り合う」「我慢する」などの感情のコントロールができにくくなってきている、あるいは一人暮らしや家族がいてもコミュニケーションが取れない高齢者の増加などの「孤独」そのものが原因考えられている。また、日々進化する新しい技術（スマートフォンアプリを使ったキャッシュレス決済、自動車の運転支援機能など）についていけず、イライラを募らせる老人も多い。

## 実例
- 2015年7月14日に青森県の狩場沢の杉林で、66歳の弟が70歳の兄を、ナタで殺害するという事件が発生。兄弟は杉林の伐採方法で喧嘩になり、怒った兄がチェーンソーで弟に切りかかり応戦し殺害した[2]。

- 2015年10月28日、山口県で83歳の兄が農作業を手伝わなかったことに腹を立て、80歳の妹を杖で何度も殴り、殺害する事件が発生。殺害された妹の死因は肋骨が骨折するほど何度も体や顔を殴打されたことによる外傷性ショックであった[2]。

- 2015年10月、東京都世田谷区の路上で78歳の男が、20代女性喫茶店店員にラブレターを渡したが、読まずに返されたため「ぶっ殺してやる！」などと脅した事件が発生[2]。

- 2015年11月28日、千葉県でかねてより衝突していた生活排水についての口論が発端になり、76歳の容疑者が72歳の隣人を押し倒した上、殴る蹴るの暴行を加え、池に落として殺害[2]。

- 2016年3月下旬、京都府立病院の敷地内で箱の上に「サワルナキケン」と書かれた封筒が置かれ、京都府警のNBCテロ対策班が出動する騒ぎが発生。病院に面した国道9号が閉鎖される事態となった。2日後に70代男性から京都府警に「発泡スチロール箱を返してほしい」という電話があり、事情聴取をしたところ、箱と封筒を置いた理由は「病院の駐車場に自分のバイクを置くスペースを確保するため」だったと判明。「『サワルナキケン』と書けば、誰も触らないと思った」と説明[2]。

## 参考図書
- 藤原智美 『暴走老人!』 文藝春秋 （2007年8月） (ISBN 978-4-16-369370-5)
- 和田秀樹 『困った老人と上手につきあう方法 （宝島社新書 271）』 宝島社 （2008年4月） (ISBN 978-4-7966-6310-6)